# Houchangbu
Houchangbu (kinesiska: 猴场堡, 猴场堡乡) är en socken i Kina. Den ligger i provinsen Guizhou, i den sydvästra delen av landet, omkring 75 kilometer sydost om provinshuvudstaden Guiyang. Antalet invånare är 5292. Befolkningen består av 2 633 kvinnor och 2 659 män. Barn under 15 år utgör 26,0 %, vuxna 15-64 år 62 %, och äldre över 65 år 11,0 %.